# Copa América de Ciclismo
De Copa América de Ciclismo is een voormalige eendaagse wielerwedstrijd die gehouden werd in São Paulo in Brazilië. Er vonden zowel mannen- als vrouwenwedstrijden plaats. De wedstrijd voor de mannen maakte deel uit van de UCI America Tour.

## Winnaars

### Mannen

#### Meervoudige winnaars
| Overwinningen | Renner             | Land       | Jaren                     |
| ------------- | ------------------ | ---------- | ------------------------- |
| 4             | Nilceu Santos      | Brazilië   | 2005 + 2006 + 2007 + 2008 |
| 3             | Francisco Chamorro | Argentinië | 2009 + 2012 + 2013        |

#### Overwinningen per land
| Overwinningen | Land                       |
| ------------- | -------------------------- |
| 9             | Brazilië                   |
| 3             | Argentinië                 |
| 1             | Uruguay , Verenigde Staten |

### Vrouwen
2005 · 
2006 · 
2007 · 
2008 · 
2009 · 
2010 · 
2011 · 
2012 · 
2013 ·
2014 ·
2015 ·
2016 ·
2017 · 
2018 ·
2019 ·
2020 ·
2021 ·
2022 ·
2023 ·
2024 ·
2025
Belangrijkste wedstrijden

Ronde van San Luis · Ronde van Californië · Ronde van Utah · USA Pro Challenge · Ronde van Alberta